# Jan mladší z Hradce
Jan mladší z Hradce, podle pořadí jména Jan III. († 3. listopadu 1420), byl český šlechtic z jihočeského rodu pánů z Hradce. V počátcích husitských válek se angažoval na katolické straně.

## Život
Jan byl starším ze dvou synů Jindřicha III. z Hradce. Zatímco jeho bratr Oldřich zvaný Vavák se přiklonil k víře podobojí, Jan zůstal věrný katolické víře. Za krále Václava IV. zastával funkce nejvyššího purkrabího a nejvyššího hofmistra. Na Jindřichově Hradci poskytl útočiště pražskému mistru Stanislavovi ze Znojma, který byl původně stoupencem Viklefova učení, ale poté se obrátil na papežskou stranu a v roce 1413 byl z Prahy vyhnán. Kostnický koncil nazval Jana z Hradce nejkřesťanštějším pánem v Čechách a doporučil ho jako ochránce litomyšlskému biskupovi Janu Železnému. Působil pak ve službách krále Zikmunda, v roce 1420 byl např. pověřen vyjednáváním s rakouskými knížaty ohledně pomoci Oldřichovi z Rožmberka proti táboritům. Zemřel pravděpodobně na následky zranění, které utrpěl v řadách Zikmundova vojska v bitvě pod Vyšehradem.

## Rodina a državy
Jan z Hradce byl dvakrát ženat. S první ženou, Anežkou z Kapelly, neměl žádné potomky, s druhou manželkou, Eliškou z Vartemberka, měl dceru Alžbětu a syny Jana a Jindřicha. Kolem roku 1414 si s bratrem rozdělili správu rozsáhlých držav pánů z Hradce tak, že Oldřichovi zůstal Hradec a Jan se ujal panství Telč a moravských statků. Jeho syn a dědic Jan je již nazýván Janem Teleckým.